# Roger Piantoni
Roger Piantoni (Étain, 1931. december 26. – Nancy, 2018. május 26.) francia válogatott labdarúgó.

## Sikerei, díjai

### Klub
- Stade Reims
  - Francia bajnok: 1957–58, 1959–60, 1961–62
  - Francia kupa: 1957–58

### Válogatott
- Franciaország
  - Labdarúgó-világbajnokság bronzérmese: 1958